# Rio Coti
Rio Coti är ett vattendrag i Brasilien.   Det ligger i delstaten Amazonas, i den västra delen av landet, 2 100 km väster om huvudstaden Brasília.
I omgivningarna runt Rio Coti växer i huvudsak städsegrön lövskog. Trakten runt Rio Coti är nära nog obefolkad, med mindre än två invånare per kvadratkilometer.